# Alter Kämpfer

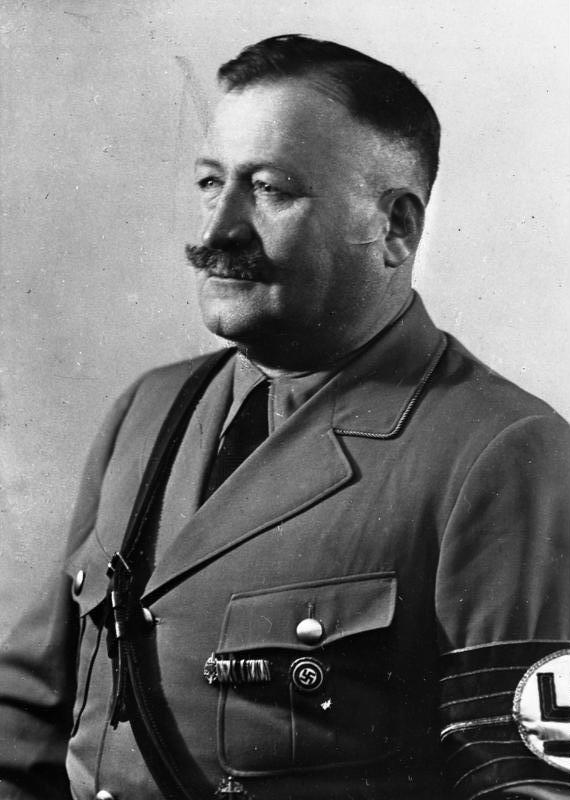
Christian Weber, 1934

Alter Kämpfer è il modo con cui ci si riferì ai primi membri appartenuti al partito nazista, cioè coloro che si iscrissero prima delle elezioni tedesche del Reichstag nel 1930, compresi gli appartenenti al partito già dalla sua fondazione nel 1919-1923. Coloro che si unirono al partito dopo la svolta elettorale del settembre 1930 furono noti dall'Alte Kämpfer come Septemberlings, mentre coloro che si unirono al partito dopo l'assunzione del potere il 30 gennaio 1933 furono noti come Märzveilchen. 
Come "vecchia guardia" del partito e di comprovata dedizione al movimento durante il cosiddetto "periodo di lotta" (Kampfzeit) nel 1925-1933, si distinsero dall'ondata di nuovi membri che si unirono nel 1933 e successivamente anche per ragioni opportunistiche. 
A tale scopo furono istituiti numerosi premi e riconoscimenti speciali:
- il Gallone d'onore della vecchia guardia, assegnato a coloro che si unirono al partito o alle sue organizzazioni affiliate prima del 30 gennaio 1933;
- l'Insegna d'oro del Partito, assegnato ai primi 100000 iscritti;
- l'Ordine del Sangue, un'ulteriore decorazione riservata per i membri più anziani, cioè coloro che parteciparono al Putsch di Monaco del 1923.

Anche gli Alte Kämpfer godettero di uno status tangibilmente vantaggioso: appena i nazisti presero il potere furono preferiti nell'impiego e nelle promozioni; molti ricevettero degli incarichi prestigiosi nei teatri dell'opera, negli edifici governativi e nelle università del Terzo Reich. Altri raggiunsero uno status più elevato, come Christian Weber, un ex buttafuori che fu nominato generale delle SS.
La propaganda nazista li glorificò come una piccola manciata di combattenti con possibilità di riuscita al limite dell'impossibilità.